# Capela dos Castros
A Capela dos Castros ou Capela de Corpus Christi é uma capela inserida na Igreja de Nossa Senhora do Rosário que se situa em Lisboa, na freguesia de São Domingos de Benfica.
A Capela dos Castros está classificada como Monumento Nacional desde 1910.
Por sua vez, a Igreja de Nossa Senhora do Rosário que pertenceu ao Convento de São Domingos de Benfica e está afeta atualmente ao Instituto Militar dos Pupilos do Exército, sendo também designada por Igreja da Força Aérea Portuguesa, está classificada como Imóvel de Interesse Público desde 1933.

## História
A capela foi mandada construir no ano de 1644 por D. Francisco de Castro, na altura Inquisidor-geral do reino, com o propósito de albergar o panteão de sua família.
Foi edificada dentro do antigo Convento de São Domingos de Benfica, actualmente Igreja de Nossa Senhora do Rosário, junto ao seu claustro.
A inauguração da capela data provavelmente de 1648.
Tem uma traça maneirista. A fachada apresenta um portal rectangular, encimado pela pedra de armas dos Castro.
Os monumentos funerários no seu interior são constituídos por urnas de mármore, assentes em pares de elefantes igualmente em mármore. Possuem semelhanças com os túmulos da capela-mor do Mosteiro dos Jerónimos.
Encontram-se aqui sepultados o vice-rei D. João de Castro, a sua mulher, D. Leonor Coutinho, D. Ana de Ataíde, D. Francisco de Castro, D. Violante de Castro, condessa de Odemira e Frei Fernando da Cruz.
O presbitério, com um retábulo tardo-maneirista, foi possivelmente executado por Jerónimo Correia. O retábulo possui também uma tela com a cena da Última Ceia.